# Alpiner Skiweltcup 2023/24
Der Alpine Skiweltcup 2023/24 begann am 28. Oktober 2023 in Sölden und endete am 24. März 2024 in Saalbach-Hinterglemm (beide Österreich). Das Weltcupfinale vom 16. bis 24. März 2024 fand erstmals an zwei Wochenenden statt. Auf dem Programm standen je 45 Rennen bei den Herren (an 21 Orten) und bei den Damen (an 22 Orten). Ausgetragen werden konnten 35 bzw. 39 Rennen.

## Weltcupwertungen

### Gesamt
| Rang | Name                     | Punkte |
| ---- | ------------------------ | ------ |
| 01   | Marco Odermatt           | 1947   |
| 02   | Loïc Meillard            | 1073   |
| 03   | Manuel Feller            | 0952   |
| 04   | Henrik Kristoffersen     | 0754   |
| 05   | Cyprien Sarrazin         | 0734   |
| 06   | Vincent Kriechmayr       | 0707   |
| 07   | Timon Haugan             | 0621   |
| 08   | Dominik Paris            | 0539   |
| 09   | Linus Straßer            | 0532   |
| 10   | Filip Zubčić             | 0466   |
| 11   | Marco Schwarz            | 0464   |
| 12   | Atle Lie McGrath         | 0459   |
| 13   | Alexander Steen Olsen    | 0442   |
| 14   | Aleksander Aamodt Kilde  | 0440   |
| 15   | Raphael Haaser           | 0408   |
| 16   | Clément Noël             | 0397   |
| 17   | Nils Allègre             | 0394   |
| 18   | Stefan Rogentin          | 0348   |
| 19   | Žan Kranjec              | 0347   |
| 20   | Justin Murisier          | 0335   |
| 21   | Mattia Casse             | 0324   |
| 22   | Alex Vinatzer            | 0323   |
| 23   | James Crawford           | 0311   |
| 24   | Ryan Cochran-Siegle      | 0306   |
| 25   | Guglielmo Bosca          | 0303   |
| 26   | Cameron Alexander        | 0301   |
| 27   | Gino Caviezel            | 0298   |
| 28   | Thomas Tumler            | 0295   |
| 29   | Daniel Yule              | 0288   |
| 29   | Dave Ryding              | 0288   |
| 31   | Bryce Bennett            | 0280   |
| 32   | River Radamus            | 0275   |
| 33   | Niels Hintermann         | 0260   |
| 34   | Marc Rochat              | 0258   |
| 35   | Arnaud Boisset           | 0239   |
| 35   | Jeffrey Read             | 0239   |
| 37   | Stefan Babinsky          | 0237   |
| 38   | Franjo von Allmen        | 0231   |
| 39   | Joan Verdú               | 0221   |
| 40   | Kristoffer Jakobsen      | 0217   |
| 41   | Dominik Raschner         | 0208   |
| 42   | Alexis Pinturault        | 0199   |
| 43   | Florian Schieder         | 0196   |
| 44   | Fabio Gstrein            | 0194   |
| 45   | Stefan Brennsteiner      | 0184   |
| 45   | Alexander Schmid         | 0184   |
| 47   | Steven Amiez             | 0183   |
| 47   | Adrian Smiseth Sejersted | 0183   |
| 47   | Johannes Strolz          | 0183   |
| 50   | Luca De Aliprandini      | 0172   |
| 51   | Thibaut Favrot           | 0160   |

| Rang | Name                   | Punkte |
| ---- | ---------------------- | ------ |
| 052  | Tommaso Sala           | 158    |
| 053  | Jared Goldberg         | 148    |
| 054  | Luca Aerni             | 145    |
| 055  | Samuel Kolega          | 134    |
| 056  | Sam Maes               | 133    |
| 057  | Michael Matt           | 129    |
| 058  | Blaise Giezendanner    | 126    |
| 059  | Daniel Hemetsberger    | 120    |
| 060  | Alexis Monney          | 118    |
| 061  | AJ Ginnis              | 115    |
| 062  | Albert Popow           | 111    |
| 063  | Daniel Danklmaier      | 109    |
| 063  | Maxence Muzaton        | 101    |
| 064  | Otmar Striedinger      | 099    |
| 064  | Adrien Théaux          | 099    |
| 066  | Christof Innerhofer    | 097    |
| 067  | Giovanni Borsotti      | 095    |
| 068  | Elian Lehto            | 094    |
| 069  | Lukas Feurstein        | 093    |
| 070  | Sam Morse              | 091    |
| 071  | Filippo Della Vite     | 087    |
| 072  | Léo Anguenot           | 086    |
| 072  | Sebastian Holzmann     | 086    |
| 075  | Istok Rodeš            | 085    |
| 076  | Nils Alphand           | 084    |
| 076  | Matthieu Bailet        | 084    |
| 078  | Marco Kohler           | 083    |
| 079  | Rasmus Windingstad     | 081    |
| 080  | Miha Hrobat            | 080    |
| 080  | Simon Jocher           | 080    |
| 082  | Tommy Ford             | 079    |
| 083  | Fadri Janutin          | 071    |
| 084  | Ramon Zenhäusern       | 065    |
| 085  | Pietro Zazzi           | 064    |
| 086  | Patrick Feurstein      | 059    |
| 087  | Andreas Sander         | 058    |
| 088  | Romed Baumann          | 057    |
| 089  | Tanguy Nef             | 053    |
| 090  | Billy Major            | 048    |
| 090  | Armand Marchant        | 048    |
| 092  | Adrian Pertl           | 047    |
| 092  | Erik Read              | 047    |
| 094  | Kyle Negomir           | 046    |
| 095  | Josua Mettler          | 045    |
| 096  | Laurie Taylor          | 044    |
| 097  | Tobias Kastlunger      | 042    |
| 098  | Wiley Maple            | 039    |
| 099  | Victor Muffat-Jeandet  | 035    |
| 100  | Juan Del Campo         | 034    |
| 100  | Sebastian Foss Solevåg | 034    |
| 102  | Livio Simonet          | 033    |

| Rang | Name                     | Punkte |
| ---- | ------------------------ | ------ |
| 103  | Paco Rassat              | 31     |
| 104  | Stefano Gross            | 30     |
| 105  | Hannes Zingerle          | 29     |
| 106  | Christian Borgnaes       | 27     |
| 106  | Christoph Krenn          | 27     |
| 108  | Christopher Neumayer     | 26     |
| 109  | Fredrik Møller           | 25     |
| 109  | Jett Seymour             | 25     |
| 111  | Joshua Sturm             | 24     |
| 112  | Benjamin Ritchie         | 23     |
| 112  | Gilles Roulin            | 23     |
| 114  | Josef Ferstl             | 22     |
| 115  | Thomas Dreßen            | 21     |
| 115  | Sandro Zurbrügg          | 21     |
| 117  | Noel Zwischenbrugger     | 20     |
| 118  | Dominik Schwaiger        | 18     |
| 118  | Anton Tremmel            | 18     |
| 120  | Anton Grammel            | 13     |
| 120  | Seigo Katō               | 13     |
| 120  | Eirik Hystad Solberg     | 13     |
| 123  | Fabian Ax Swartz         | 11     |
| 123  | Andrej Drukarov          | 11     |
| 123  | Fabian Gratz             | 11     |
| 123  | Florian Loriot           | 11     |
| 123  | Jan Zabystřan            | 11     |
| 128  | Mathieu Faivre           | 09     |
| 128  | Kilian Pramstaller       | 09     |
| 128  | Lars Rösti               | 09     |
| 131  | Brodie Seger             | 08     |
| 132  | Hugo Desgrippes          | 07     |
| 132  | Halvor Hilde Gunleiksrud | 07     |
| 132  | Patrick Kenney           | 07     |
| 132  | Andreas Ploier           | 07     |
| 132  | Andreas Žampa            | 07     |
| 137  | Theodor Brækken          | 06     |
| 137  | Martin Čater             | 06     |
| 137  | Joaquim Salarich         | 06     |
| 140  | Giovanni Franzoni        | 05     |
| 140  | William Hansson          | 05     |
| 140  | Mattias Rönngren         | 05     |
| 143  | Louis Muhlen-Schulte     | 04     |
| 143  | Albert Ortega            | 04     |
| 143  | Simon Rueland            | 04     |
| 143  | Riley Seger              | 04     |
| 147  | Sam Alphand              | 03     |
| 147  | George Steffey           | 03     |
| 147  | Jonas Stockinger         | 03     |
| 150  | Adrien Fresquet          | 02     |
| 151  | Kyle Alexander           | 01     |
| 151  | Luis Vogt                | 01     |

| Rang | Name                    | Punkte |
| ---- | ----------------------- | ------ |
| 01   | Lara Gut-Behrami        | 1716   |
| 02   | Federica Brignone       | 1581   |
| 03   | Mikaela Shiffrin        | 1409   |
| 04   | Sara Hector             | 0922   |
| 05   | Cornelia Hütter         | 0913   |
| 06   | Petra Vlhová            | 0802   |
| 07   | Sofia Goggia            | 0792   |
| 08   | Michelle Gisin          | 0785   |
| 09   | Marta Bassino           | 0739   |
| 10   | Stephanie Venier        | 0726   |
| 11   | Ragnhild Mowinckel      | 0664   |
| 12   | Alice Robinson          | 0650   |
| 13   | Zrinka Ljutić           | 0560   |
| 14   | Kajsa Vickhoff Lie      | 0544   |
| 15   | Mirjam Puchner          | 0529   |
| 16   | Lena Dürr               | 0517   |
| 17   | Paula Moltzan           | 0473   |
| 18   | Katharina Liensberger   | 0447   |
| 19   | Valérie Grenier         | 0429   |
| 20   | Camille Rast            | 0412   |
| 21   | Anna Swenn-Larsson      | 0395   |
| 22   | Kira Weidle             | 0384   |
| 23   | Ester Ledecká           | 0374   |
| 24   | Mina Fürst Holtmann     | 0372   |
| 25   | Thea Louise Stjernesund | 0369   |
| 26   | Jasmine Flury           | 0367   |
| 27   | Laura Pirovano          | 0365   |
| 28   | Ariane Rädler           | 0362   |
| 29   | Ilka Štuhec             | 0302   |
| 30   | Laura Gauché            | 0293   |
| 31   | Katharina Huber         | 0272   |
| 32   | A J Hurt                | 0268   |
| 33   | Franziska Gritsch       | 0263   |
| 34   | Romane Miradoli         | 0262   |
| 35   | Ali Nullmeyer           | 0246   |
| 36   | Christina Ager          | 0226   |
| 36   | Julia Scheib            | 0226   |
| 38   | Mélanie Meillard        | 0224   |
| 39   | Joana Hählen            | 0219   |
| 40   | Nicol Delago            | 218    |
| 41   | Katharina Truppe        | 0215   |
| 42   | Neja Dvornik            | 0214   |

| Rang | Name                    | Punkte |
| ---- | ----------------------- | ------ |
| 43   | Lauren Macuga           | 210    |
| 44   | Priska Nufer            | 204    |
| 45   | Lara Colturi            | 201    |
| 46   | Clara Direz             | 198    |
| 47   | Jacqueline Wiles        | 194    |
| 48   | Emma Aicher             | 191    |
| 49   | Stephanie Brunner       | 187    |
| 50   | Leona Popović           | 183    |
| 51   | Roberta Melesi          | 168    |
| 52   | Ana Bucik               | 164    |
| 53   | Katharina Gallhuber     | 162    |
| 54   | Elvedina Muzaferija     | 151    |
| 55   | Corinne Suter           | 149    |
| 56   | Dženifera Ģērmane       | 145    |
| 57   | Wendy Holdener          | 135    |
| 58   | Maryna Gąsienica-Daniel | 125    |
| 59   | Ricarda Haaser          | 123    |
| 60   | Martina Peterlini       | 116    |
| 61   | Andreja Slokar          | 114    |
| 62   | Martina Dubovská        | 113    |
| 63   | Chiara Pogneaux         | 110    |
| 64   | Delia Durrer            | 105    |
| 65   | Kristin Lysdahl         | 087    |
| 66   | Britt Richardson        | 085    |
| 66   | Jasmina Suter           | 085    |
| 68   | Laurence St-Germain     | 084    |
| 69   | Teresa Runggaldier      | 082    |
| 70   | Nicole Good             | 079    |
| 70   | Isabella Wright         | 079    |
| 72   | Christine Scheyer       | 074    |
| 73   | Marta Rossetti          | 067    |
| 74   | Amelia Smart            | 064    |
| 75   | Elisabeth Kappaurer     | 063    |
| 76   | Marie Lamure            | 060    |
| 76   | Elisa Platino           | 060    |
| 76   | Simone Wild             | 060    |
| 79   | Magdalena Łuczak        | 052    |
| 79   | Cornelia Öhlund         | 052    |
| 81   | Karen Clément           | 044    |
| 81   | Lara Della Mea          | 044    |
| 83   | Estelle Alphand         | 043    |

| Rang | Name                    | Punkte |
| ---- | ----------------------- | ------ |
| 084  | Michaela Heider         | 42     |
| 084  | Asja Zenere             | 42     |
| 086  | Hanna Aronsson Elfman   | 40     |
| 087  | Marion Chevrier         | 39     |
| 087  | Nadia Delago            | 39     |
| 089  | Stephanie Jenal         | 36     |
| 090  | Cassidy Gray            | 35     |
| 091  | Elena Stoffel           | 34     |
| 092  | Marie-Therese Sporer    | 33     |
| 092  | Bianca Bakke Westhoff   | 33     |
| 094  | Noémie Kolly            | 28     |
| 095  | Lena Wechner            | 27     |
| 096  | Andrine Mårstøl         | 26     |
| 097  | Maria Therese Tviberg   | 24     |
| 097  | Sabrina Maier           | 24     |
| 099  | Camille Cerutti         | 23     |
| 100  | Lisa Nyberg             | 22     |
| 101  | Clarisse Brèche         | 21     |
| 101  | Nadine Fest             | 21     |
| 103  | Tricia Mangan           | 20     |
| 104  | Keely Cashman           | 19     |
| 104  | Michelle Niederwieser   | 19     |
| 106  | Vicky Bernardi          | 16     |
| 106  | Jessica Hilzinger       | 16     |
| 108  | Lisa Hörnblad           | 14     |
| 109  | Caitlin McFarlane       | 13     |
| 109  | Vera Tschurtschenthaler | 13     |
| 111  | Hilma Lövblom           | 12     |
| 112  | Lisa Hörhager           | 10     |
| 112  | Lucrezia Lorenzi        | 010    |
| 112  | Emily Schöpf            | 010    |
| 115  | Adriana Jelinkova       | 09     |
| 116  | Stefanie Fleckenstein   | 07     |
| 117  | Madison Hoffman         | 06     |
| 117  | Marte Monsen            | 06     |
| 117  | Juliana Suter           | 06     |
| 120  | Asa Andō                | 04     |
| 120  | Lila Lapanja            | 04     |
| 122  | Elisabeth Reisinger     | 03     |
| 123  | Charlotte Lingg         | 02     |
| 124  | Erika Pykäläinen        | 01     |
| 124  | Sara Thaler             | 01     |

### Abfahrt
| Rang | Athlet                  | Punkte |
| ---- | ----------------------- | ------ |
| 01   | Marco Odermatt          | 552    |
| 02   | Cyprien Sarrazin        | 510    |
| 03   | Dominik Paris           | 342    |
| 04   | Vincent Kriechmayr      | 298    |
| 05   | Bryce Bennett           | 257    |
| 06   | Niels Hintermann        | 229    |
| 07   | Aleksander Aamodt Kilde | 220    |
| 08   | Ryan Cochran-Siegle     | 208    |
| 09   | Cameron Alexander       | 205    |
| 10   | Nils Allègre            | 201    |
| 11   | Florian Schieder        | 194    |
| 12   | Mattia Casse            | 185    |
| 13   | James Crawford          | 152    |
| 14   | Justin Murisier         | 139    |
| 15   | Stefan Babinsky         | 109    |
| 16   | Stefan Rogentin         | 104    |
| 17   | Franjo von Allmen       | 103    |
| 18   | Maxence Muzaton         | 101    |
| 19   | Blaise Giezendanner     | 100    |
| 20   | Alexis Monney           | 089    |
| 21   | Matthieu Bailet         | 083    |
| 22   | Miha Hrobat             | 080    |
| 23   | Adrien Théaux           | 079    |
| 24   | Otmar Striedinger       | 078    |
| 25   | Guglielmo Bosca         | 073    |
| 25   | Elian Lehto             | 073    |

| Rang | Athletin            | Punkte |
| ---- | ------------------- | ------ |
| 01   | Cornelia Hütter     | 397    |
| 02   | Lara Gut-Behrami    | 369    |
| 03   | Sofia Goggia        | 350    |
| 04   | Stephanie Venier    | 346    |
| 05   | Federica Brignone   | 281    |
| 06   | Jasmine Flury       | 275    |
| 07   | Mirjam Puchner      | 251    |
| 08   | Ilka Štuhec         | 242    |
| 09   | Marta Bassino       | 236    |
| 10   | Laura Pirovano      | 216    |
| 11   | Ariane Rädler       | 211    |
| 12   | Ragnhild Mowinckel  | 200    |
| 13   | Nicol Delago        | 198    |
| 14   | Jacqueline Wiles    | 184    |
| 15   | Kira Weidle         | 163    |
| 16   | Kajsa Vickhoff Lie  | 162    |
| 17   | Laura Gauché        | 161    |
| 18   | Christina Ager      | 148    |
| 19   | Priska Nufer        | 148    |
| 20   | Joana Hählen        | 125    |
| 21   | Michelle Gisin      | 116    |
| 22   | Mikaela Shiffrin    | 100    |
| 23   | Ester Ledecká       | 087    |
| 24   | Elvedina Muzaferija | 069    |
| 25   | Valérie Grenier     | 060    |

### Super-G
| Rang | Athlet                   | Punkte |
| ---- | ------------------------ | ------ |
| 01   | Marco Odermatt           | 495    |
| 02   | Vincent Kriechmayr       | 409    |
| 03   | Raphael Haaser           | 271    |
| 04   | Stefan Rogentin          | 244    |
| 05   | Guglielmo Bosca          | 230    |
| 06   | Cyprien Sarrazin         | 224    |
| 07   | Dominik Paris            | 197    |
| 08   | Loïc Meillard            | 196    |
| 09   | Nils Allègre             | 193    |
| 10   | Jeffrey Read             | 187    |
| 11   | Arnaud Boisset           | 183    |
| 12   | James Crawford           | 144    |
| 13   | Mattia Casse             | 139    |
| 14   | Franjo von Allmen        | 128    |
| 15   | Stefan Babinsky          | 128    |
| 16   | Aleksander Aamodt Kilde  | 120    |
| 17   | Justin Murisier          | 119    |
| 18   | Adrian Smiseth Sejersted | 118    |
| 19   | Ryan Cochran-Siegle      | 098    |
| 20   | Cameron Alexander        | 096    |
| 21   | Daniel Hemetsberger      | 094    |
| 22   | Gino Caviezel            | 092    |
| 23   | Jared Goldberg           | 078    |
| 24   | Daniel Danklmaier        | 053    |
| 25   | Lukas Feurstein          | 048    |

| Rang | Athletin            | Punkte |
| ---- | ------------------- | ------ |
| 01   | Lara Gut-Behrami    | 576    |
| 02   | Federica Brignone   | 546    |
| 03   | Cornelia Hütter     | 516    |
| 04   | Stephanie Venier    | 380    |
| 05   | Kajsa Vickhoff Lie  | 337    |
| 06   | Ester Ledecká       | 287    |
| 07   | Mirjam Puchner      | 278    |
| 08   | Ragnhild Mowinckel  | 247    |
| 09   | Marta Bassino       | 244    |
| 10   | Sofia Goggia        | 237    |
| 11   | Kira Weidle         | 221    |
| 12   | Romane Miradoli     | 215    |
| 13   | Lauren Macuga       | 168    |
| 14   | Michelle Gisin      | 163    |
| 15   | Ariane Rädler       | 151    |
| 16   | Laura Pirovano      | 149    |
| 17   | Alice Robinson      | 135    |
| 18   | Laura Gauché        | 132    |
| 19   | Roberta Melesi      | 098    |
| 20   | Corinne Suter       | 096    |
| 21   | Joana Hählen        | 094    |
| 22   | Jasmine Flury       | 092    |
| 23   | Elvedina Muzaferija | 082    |
| 24   | Christina Ager      | 078    |
| 25   | Jasmina Suter       | 070    |

### Riesenslalom
| Rang | Athlet                  | Punkte |
| ---- | ----------------------- | ------ |
| 01   | Marco Odermatt          | 900    |
| 02   | Loïc Meillard           | 468    |
| 03   | Filip Zubčić            | 402    |
| 04   | Henrik Kristoffersen    | 395    |
| 05   | Žan Kranjec             | 347    |
| 06   | Alexander Steen Olsen   | 320    |
| 07   | Thomas Tumler           | 295    |
| 08   | Atle Lie McGrath        | 244    |
| 09   | Manuel Feller           | 237    |
| 10   | Joan Verdú              | 221    |
| 11   | River Radamus           | 217    |
| 12   | Marco Schwarz           | 210    |
| 13   | Gino Caviezel           | 206    |
| 14   | Stefan Brennsteiner     | 184    |
| 15   | Alexander Schmid        | 184    |
| 16   | Alex Vinatzer           | 178    |
| 17   | Luca De Aliprandini     | 172    |
| 18   | Timon Haugan            | 171    |
| 19   | Thibaut Favrot          | 160    |
| 20   | Alexis Pinturault       | 130    |
| 21   | Raphael Haaser          | 114    |
| 22   | Sam Maes                | 108    |
| 23   | Aleksander Aamodt Kilde | 100    |
| 24   | Filippo Della Vite      | 087    |
| 25   | Giovanni Borsotti       | 086    |

| Rang | Athletin                | Punkte |
| ---- | ----------------------- | ------ |
| 01   | Lara Gut-Behrami        | 771    |
| 02   | Federica Brignone       | 750    |
| 03   | Sara Hector             | 583    |
| 04   | Alice Robinson          | 492    |
| 05   | Mikaela Shiffrin        | 429    |
| 06   | Valérie Grenier         | 327    |
| 07   | Thea Louise Stjernesund | 307    |
| 08   | Petra Vlhová            | 297    |
| 09   | Marta Bassino           | 259    |
| 10   | Zrinka Ljutić           | 239    |
| 11   | Paula Moltzan           | 236    |
| 12   | Julia Scheib            | 226    |
| 13   | Ragnhild Mowinckel      | 217    |
| 14   | Sofia Goggia            | 205    |
| 15   | A J Hurt                | 202    |
| 16   | Clara Direz             | 198    |
| 17   | Mina Fürst Holtmann     | 193    |
| 18   | Stephanie Brunner       | 176    |
| 19   | Franziska Gritsch       | 161    |
| 20   | Camille Rast            | 122    |
| 21   | Katharina Liensberger   | 122    |
| 22   | Lara Colturi            | 115    |
| 23   | Maryna Gąsienica-Daniel | 095    |
| 24   | Ricarda Haaser          | 090    |
| 25   | Michelle Gisin          | 088    |

### Slalom
| Rang | Athlet                | Punkte |
| ---- | --------------------- | ------ |
| 01   | Manuel Feller         | 715    |
| 02   | Linus Straßer         | 526    |
| 03   | Timon Haugan          | 450    |
| 04   | Loïc Meillard         | 409    |
| 05   | Clément Noël          | 397    |
| 06   | Henrik Kristoffersen  | 359    |
| 07   | Daniel Yule           | 288    |
| 08   | Dave Ryding           | 288    |
| 09   | Marc Rochat           | 258    |
| 10   | Kristoffer Jakobsen   | 217    |
| 11   | Atle Lie McGrath      | 215    |
| 12   | Fabio Gstrein         | 194    |
| 13   | Johannes Strolz       | 183    |
| 14   | Steven Amiez          | 183    |
| 15   | Marco Schwarz         | 180    |
| 16   | Dominik Raschner      | 179    |
| 17   | Tommaso Sala          | 158    |
| 18   | Alex Vinatzer         | 145    |
| 19   | Luca Aerni            | 138    |
| 20   | Samuel Kolega         | 134    |
| 21   | Michael Matt          | 129    |
| 22   | Alexander Steen Olsen | 116    |
| 23   | AJ Ginnis             | 115    |
| 24   | Albert Popow          | 111    |
| 25   | Sebastian Holzmann    | 086    |

| Rang | Athletin              | Punkte |
| ---- | --------------------- | ------ |
| 01   | Mikaela Shiffrin      | 830    |
| 02   | Lena Dürr             | 508    |
| 03   | Petra Vlhová          | 505    |
| 04   | Michelle Gisin        | 418    |
| 05   | Anna Swenn-Larsson    | 395    |
| 06   | Sara Hector           | 339    |
| 07   | Katharina Liensberger | 325    |
| 08   | Zrinka Ljutić         | 321    |
| 09   | Camille Rast          | 290    |
| 10   | Katharina Huber       | 272    |
| 11   | Ali Nullmeyer         | 246    |
| 12   | Paula Moltzan         | 237    |
| 13   | Katharina Truppe      | 200    |
| 14   | Mélanie Meillard      | 187    |
| 15   | Leona Popović         | 183    |
| 16   | Mina Fürst Holtmann   | 179    |
| 17   | Katharina Gallhuber   | 162    |
| 18   | Neja Dvornik          | 159    |
| 19   | Dženifera Ģērmane     | 145    |
| 20   | Martina Peterlini     | 116    |
| 21   | Wendy Holdener        | 114    |
| 22   | Andreja Slokar        | 114    |
| 23   | Martina Dubovská      | 113    |
| 24   | Chiara Pogneaux       | 110    |
| 25   | Lara Colturi          | 086    |

## Podestplatzierungen Herren

### Abfahrt
| Datum      | Ort                        | 1. Platz | 2. Platz | 3. Platz | Rotes Trikot                          |
| ---------- | -------------------------- | --- | --- | --- | ------------------------------------- |
| 11.11.2023 | Zermatt/Cervinia (SUI/ITA) | Aufgrund zu starken Schneefalls und heftiger Windböen abgesagt. Ersatzrennen am 14. Dezember 2023 in Gröden. | Aufgrund zu starken Schneefalls und heftiger Windböen abgesagt. Ersatzrennen am 14. Dezember 2023 in Gröden. | Aufgrund zu starken Schneefalls und heftiger Windböen abgesagt. Ersatzrennen am 14. Dezember 2023 in Gröden. |                                       |
| 12.11.2023 | Zermatt/Cervinia (SUI/ITA) | Aufgrund von Neuschnee und Wind im oberen Streckenteil abgesagt. Kein Ersatzrennen.                          | Aufgrund von Neuschnee und Wind im oberen Streckenteil abgesagt. Kein Ersatzrennen.                          | Aufgrund von Neuschnee und Wind im oberen Streckenteil abgesagt. Kein Ersatzrennen.                          |                                       |
| 01.12.2023 | Beaver Creek (USA)         | Aufgrund von Neuschnee und schlechter Sicht abgesagt. Ersatzrennen am 11. Januar 2024 in Wengen.             | Aufgrund von Neuschnee und schlechter Sicht abgesagt. Ersatzrennen am 11. Januar 2024 in Wengen.             | Aufgrund von Neuschnee und schlechter Sicht abgesagt. Ersatzrennen am 11. Januar 2024 in Wengen.             |                                       |
| 02.12.2023 | Beaver Creek (USA)         | Aufgrund von Wind, Neuschnee und schlechter Sicht abgesagt. Kein Ersatzrennen.                               | Aufgrund von Wind, Neuschnee und schlechter Sicht abgesagt. Kein Ersatzrennen.                               | Aufgrund von Wind, Neuschnee und schlechter Sicht abgesagt. Kein Ersatzrennen.                               |                                       |
| 14.12.2023 | Gröden (ITA)               | Bryce Bennett                                                                                                | Aleksander Aamodt Kilde                                                                                      | Marco Odermatt                                                                                               | Bryce Bennett                         |
| 16.12.2023 | Gröden (ITA)               | Dominik Paris                                                                                                | Aleksander Aamodt Kilde                                                                                      | Bryce Bennett                                                                                                | Bryce Bennett Aleksander Aamodt Kilde |
| 28.12.2023 | Bormio (ITA)               | Cyprien Sarrazin                                                                                             | Marco Odermatt                                                                                               | Cameron Alexander                                                                                            | Marco Odermatt                        |
| 11.01.2024 | Wengen (SUI)               | Marco Odermatt                                                                                               | Cyprien Sarrazin                                                                                             | Aleksander Aamodt Kilde                                                                                      | Marco Odermatt                        |
| 13.01.2024 | Wengen (SUI)               | Marco Odermatt                                                                                               | Cyprien Sarrazin                                                                                             | Dominik Paris                                                                                                | Marco Odermatt                        |
| 19.01.2024 | Kitzbühel (AUT)            | Cyprien Sarrazin                                                                                             | Florian Schieder                                                                                             | Marco Odermatt                                                                                               | Marco Odermatt                        |
| 20.01.2024 | Kitzbühel (AUT)            | Cyprien Sarrazin                                                                                             | Marco Odermatt                                                                                               | Dominik Paris                                                                                                | Marco Odermatt                        |
| 02.02.2024 | Chamonix (FRA)             | Aufgrund von warmem Wetter und Schneemangel abgesagt. Keine Ersatzrennen.                                    | Aufgrund von warmem Wetter und Schneemangel abgesagt. Keine Ersatzrennen.                                    | Aufgrund von warmem Wetter und Schneemangel abgesagt. Keine Ersatzrennen.                                    | Marco Odermatt                        |
| 03.02.2024 | Chamonix (FRA)             | Aufgrund von warmem Wetter und Schneemangel abgesagt. Keine Ersatzrennen.                                    | Aufgrund von warmem Wetter und Schneemangel abgesagt. Keine Ersatzrennen.                                    | Aufgrund von warmem Wetter und Schneemangel abgesagt. Keine Ersatzrennen.                                    | Marco Odermatt                        |
| 17.02.2024 | Kvitfjell (NOR)            | Niels Hintermann                                                                                             | Vincent Kriechmayr                                                                                           | Cameron Alexander                                                                                            | Marco Odermatt                        |
| 24.03.2024 | Saalbach-Hinterglemm (AUT) | Aufgrund von Schneefall und Windböen abgesagt. Kein Ersatzrennen.                                            | Aufgrund von Schneefall und Windböen abgesagt. Kein Ersatzrennen.                                            | Aufgrund von Schneefall und Windböen abgesagt. Kein Ersatzrennen.                                            | Marco Odermatt                        |

### Super-G
| Datum      | Ort                          | 1. Platz                                             | 2. Platz                                             | 3. Platz                                             | Rotes Trikot       |
| ---------- | ---------------------------- | ---------------------------------------------------- | ---------------------------------------------------- | ---------------------------------------------------- | ------------------ |
| 03.12.2023 | Beaver Creek (USA)           | Aufgrund starken Windes abgesagt. Kein Ersatzrennen. | Aufgrund starken Windes abgesagt. Kein Ersatzrennen. | Aufgrund starken Windes abgesagt. Kein Ersatzrennen. |                    |
| 15.12.2023 | Gröden (ITA)                 | Vincent Kriechmayr                                   | Daniel Hemetsberger                                  | Marco Odermatt                                       | Vincent Kriechmayr |
| 29.12.2023 | Bormio (ITA)                 | Marco Odermatt                                       | Raphael Haaser                                       | Aleksander Aamodt Kilde                              | Marco Odermatt     |
| 12.01.2024 | Wengen (SUI)                 | Cyprien Sarrazin                                     | Marco Odermatt                                       | Aleksander Aamodt Kilde                              | Marco Odermatt     |
| 27.01.2024 | Garmisch-Partenkirchen (GER) | Nils Allègre                                         | Guglielmo Bosca                                      | Loïc Meillard                                        | Marco Odermatt     |
| 28.01.2024 | Garmisch-Partenkirchen (GER) | Marco Odermatt                                       | Raphael Haaser                                       | Franjo von Allmen                                    | Marco Odermatt     |
| 18.02.2024 | Kvitfjell (NOR)              | Vincent Kriechmayr                                   | Jeffrey Read                                         | Marco Odermatt Dominik Paris                         | Marco Odermatt     |
| 22.03.2024 | Saalbach-Hinterglemm (AUT)   | Stefan Rogentin                                      | Loïc Meillard                                        | Arnaud Boisset                                       | Marco Odermatt     |

### Riesenslalom
| Datum      | Ort                        | 1. Platz                                                                       | 2. Platz                                                                       | 3. Platz                                                                       | Rotes Trikot   |
| ---------- | -------------------------- | ------------------------------------------------------------------------------ | ------------------------------------------------------------------------------ | ------------------------------------------------------------------------------ | -------------- |
| 29.10.2023 | Sölden (AUT)               | Aufgrund zu starken Windes abgebrochen. Ersatzrennen am 1. März 2024 in Aspen. | Aufgrund zu starken Windes abgebrochen. Ersatzrennen am 1. März 2024 in Aspen. | Aufgrund zu starken Windes abgebrochen. Ersatzrennen am 1. März 2024 in Aspen. |                |
| 09.12.2023 | Val-d’Isère (FRA)          | Marco Odermatt                                                                 | Marco Schwarz                                                                  | Joan Verdú                                                                     | Marco Odermatt |
| 17.12.2023 | Alta Badia (ITA)           | Marco Odermatt                                                                 | Filip Zubčić                                                                   | Žan Kranjec                                                                    | Marco Odermatt |
| 18.12.2023 | Alta Badia (ITA)           | Marco Odermatt                                                                 | Marco Schwarz                                                                  | Žan Kranjec                                                                    | Marco Odermatt |
| 06.01.2024 | Adelboden (SUI)            | Marco Odermatt                                                                 | Aleksander Aamodt Kilde                                                        | Filip Zubčić                                                                   | Marco Odermatt |
| 23.01.2024 | Schladming (AUT)           | Marco Odermatt                                                                 | Manuel Feller                                                                  | Žan Kranjec                                                                    | Marco Odermatt |
| 10.02.2024 | Bansko (BUL)               | Marco Odermatt                                                                 | Alexander Steen Olsen                                                          | Manuel Feller                                                                  | Marco Odermatt |
| 24.02.2024 | Palisades Tahoe (USA)      | Marco Odermatt                                                                 | Henrik Kristoffersen                                                           | River Radamus                                                                  | Marco Odermatt |
| 01.03.2024 | Aspen (USA)                | Marco Odermatt                                                                 | Loïc Meillard                                                                  | Atle Lie McGrath                                                               | Marco Odermatt |
| 02.03.2024 | Aspen (USA)                | Marco Odermatt                                                                 | Loïc Meillard                                                                  | Timon Haugan                                                                   | Marco Odermatt |
| 09.03.2024 | Kranjska Gora (SLO)        | Aufgrund der schlechten Wetterprognose abgesagt. Kein Ersatzrennen.            | Aufgrund der schlechten Wetterprognose abgesagt. Kein Ersatzrennen.            | Aufgrund der schlechten Wetterprognose abgesagt. Kein Ersatzrennen.            | Marco Odermatt |
| 16.03.2024 | Saalbach-Hinterglemm (AUT) | Loïc Meillard                                                                  | Joan Verdú                                                                     | Thomas Tumler                                                                  | Marco Odermatt |

### Slalom
| Datum      | Ort                        | 1. Platz                                                                                       | 2. Platz                                                                                       | 3. Platz                                                                                       | Rotes Trikot  |
| ---------- | -------------------------- | ---------------------------------------------------------------------------------------------- | ---------------------------------------------------------------------------------------------- | ---------------------------------------------------------------------------------------------- | ------------- |
| 18.11.2023 | Gurgl (AUT)                | Manuel Feller                                                                                  | Marco Schwarz                                                                                  | Michael Matt                                                                                   | Manuel Feller |
| 10.12.2023 | Val-d’Isère (FRA)          | Aufgrund schlechter Pistenbedingungen abgesagt. Kein Ersatzrennen.                             | Aufgrund schlechter Pistenbedingungen abgesagt. Kein Ersatzrennen.                             | Aufgrund schlechter Pistenbedingungen abgesagt. Kein Ersatzrennen.                             | Manuel Feller |
| 22.12.2023 | Madonna di Campiglio (ITA) | Marco Schwarz                                                                                  | Clément Noël                                                                                   | Dave Ryding                                                                                    | Marco Schwarz |
| 07.01.2024 | Adelboden (SUI)            | Manuel Feller                                                                                  | Atle Lie McGrath                                                                               | Dominik Raschner                                                                               | Manuel Feller |
| 14.01.2024 | Wengen (SUI)               | Manuel Feller                                                                                  | Atle Lie McGrath                                                                               | Henrik Kristoffersen                                                                           | Manuel Feller |
| 21.01.2024 | Kitzbühel (AUT)            | Linus Straßer                                                                                  | Kristoffer Jakobsen                                                                            | Daniel Yule                                                                                    | Manuel Feller |
| 24.01.2024 | Schladming (AUT)           | Linus Straßer                                                                                  | Timon Haugan                                                                                   | Clément Noël                                                                                   | Manuel Feller |
| 04.02.2024 | Chamonix (FRA)             | Daniel Yule                                                                                    | Loïc Meillard                                                                                  | Clément Noël                                                                                   | Manuel Feller |
| 11.02.2024 | Bansko (BUL)               | Wegen schlechter Sicht und heftigen Regens nach 31 Rennläufern abgebrochen. Kein Ersatzrennen. | Wegen schlechter Sicht und heftigen Regens nach 31 Rennläufern abgebrochen. Kein Ersatzrennen. | Wegen schlechter Sicht und heftigen Regens nach 31 Rennläufern abgebrochen. Kein Ersatzrennen. | Manuel Feller |
| 25.02.2024 | Palisades Tahoe (USA)      | Manuel Feller                                                                                  | Clément Noël                                                                                   | Linus Straßer                                                                                  | Manuel Feller |
| 03.03.2024 | Aspen (USA)                | Loïc Meillard                                                                                  | Linus Straßer                                                                                  | Henrik Kristoffersen                                                                           | Manuel Feller |
| 10.03.2024 | Kranjska Gora (SLO)        | Aufgrund starken Regenfalls abgesagt. Kein Ersatzrennen.                                       | Aufgrund starken Regenfalls abgesagt. Kein Ersatzrennen.                                       | Aufgrund starken Regenfalls abgesagt. Kein Ersatzrennen.                                       | Manuel Feller |
| 17.03.2024 | Saalbach-Hinterglemm (AUT) | Timon Haugan                                                                                   | Manuel Feller                                                                                  | Linus Straßer                                                                                  | Manuel Feller |

### Gesamtweltcupführende
| Name                         | Von        | Ort                        | Disziplin    | Bis          | Ort                        | Disziplin    | Anzahl Rennen |
| ---------------------------- | ---------- | -------------------------- | ------------ | ------------ | -------------------------- | ------------ | ------------- |
| Manuel Feller                | 18.11.2023 | Gurgl (AUT)                | Slalom       | 09.12.2023   | Val-d’Isère (FRA)          | Riesenslalom | 1             |
| Marco Schwarz                | 09.12.2023 | Val-d’Isère (FRA)          | Riesenslalom | 14.12.2023   | Gröden (ITA)               | Abfahrt      | 1             |
| Marco Odermatt Marco Schwarz | 14.12.2023 | Gröden (ITA)               | Abfahrt      | 15.12.2023   | Gröden (ITA)               | Super-G      | 1             |
| Marco Odermatt               | 15.12.2023 | Gröden (ITA)               | Super-G      | 22.12.2023   | Madonna di Campiglio (ITA) | Slalom       | 4             |
| Marco Schwarz                | 22.12.2023 | Madonna di Campiglio (ITA) | Slalom       | 28.12.2023   | Bormio (ITA)               | Abfahrt      | 1             |
| Marco Odermatt               | 28.12.2023 | Bormio (ITA)               | Abfahrt      | Gesamtsieger | Gesamtsieger               | Gesamtsieger | 27            |

## Podestplatzierungen Damen

### Abfahrt
| Datum      | Ort                          | 1. Platz | 2. Platz | 3. Platz | Rotes Trikot     |
| ---------- | ---------------------------- | --- | --- | --- | ---------------- |
| 18.11.2023 | Zermatt/Cervinia (SUI/ITA)   | Aufgrund zu starken Windes abgesagt. Keine Ersatzrennen.                                                          | Aufgrund zu starken Windes abgesagt. Keine Ersatzrennen.                                                          | Aufgrund zu starken Windes abgesagt. Keine Ersatzrennen.                                                          |                  |
| 19.11.2023 | Zermatt/Cervinia (SUI/ITA)   | Aufgrund zu starken Windes abgesagt. Keine Ersatzrennen.                                                          | Aufgrund zu starken Windes abgesagt. Keine Ersatzrennen.                                                          | Aufgrund zu starken Windes abgesagt. Keine Ersatzrennen.                                                          |                  |
| 09.12.2023 | St. Moritz (SUI)             | Mikaela Shiffrin                                                                                                  | Sofia Goggia | Federica Brignone                                                                                                 | Mikaela Shiffrin |
| 16.12.2023 | Val-d’Isère (FRA)            | Jasmine Flury | Joana Hählen | Cornelia Hütter                                                                                                   | Sofia Goggia     |
| 13.01.2024 | Altenmarkt-Zauchensee (AUT)  | Sofia Goggia | Stephanie Venier                                                                                                  | Mirjam Puchner Nicol Delago                                                                                       | Sofia Goggia     |
| 26.01.2024 | Cortina d’Ampezzo (ITA)      | Stephanie Venier                                                                                                  | Lara Gut-Behrami                                                                                                  | Sofia Goggia Valérie Grenier Christina Ager                                                                       | Sofia Goggia     |
| 27.01.2024 | Cortina d’Ampezzo (ITA)      | Ragnhild Mowinckel                                                                                                | Jacqueline Wiles                                                                                                  | Sofia Goggia | Sofia Goggia     |
| 03.02.2024 | Garmisch-Partenkirchen (GER) | Wegen zu warmer Witterung abgesagt. Kein Ersatzrennen.                                                            | Wegen zu warmer Witterung abgesagt. Kein Ersatzrennen.                                                            | Wegen zu warmer Witterung abgesagt. Kein Ersatzrennen.                                                            | Sofia Goggia     |
| 16.02.2024 | Crans-Montana (SUI)          | Lara Gut-Behrami                                                                                                  | Jasmine Flury Cornelia Hütter                                                                                     | | Sofia Goggia     |
| 17.02.2024 | Crans-Montana (SUI)          | Marta Bassino | Federica Brignone                                                                                                 | Lara Gut-Behrami                                                                                                  | Lara Gut-Behrami |
| 02.03.2024 | Kvitfjell (NOR)              | Wegen Schneefalls, Wind und Nebel alle Trainings abgesagt, folglich Rennen ebenfalls abgesagt. Kein Ersatzrennen. | Wegen Schneefalls, Wind und Nebel alle Trainings abgesagt, folglich Rennen ebenfalls abgesagt. Kein Ersatzrennen. | Wegen Schneefalls, Wind und Nebel alle Trainings abgesagt, folglich Rennen ebenfalls abgesagt. Kein Ersatzrennen. | Lara Gut-Behrami |
| 23.03.2024 | Saalbach-Hinterglemm (AUT)   | Cornelia Hütter                                                                                                   | Ilka Štuhec | Nicol Delago | Cornelia Hütter  |

### Super-G
| Datum      | Ort                          | 1. Platz                                                                                                  | 2. Platz                                                                                                  | 3. Platz                                                                                                  | Rotes Trikot     |
| ---------- | ---------------------------- | --- | --- | --- | ---------------- |
| 08.12.2023 | St. Moritz (SUI)             | Sofia Goggia                                                                                              | Cornelia Hütter                                                                                           | Lara Gut-Behrami                                                                                          | Sofia Goggia     |
| 10.12.2023 | St. Moritz (SUI)             | Aufgrund schlechter Pistenbedingungen abgesagt. Ersatzrennen am 12. Januar 2024 in Altenmarkt-Zauchensee. | Aufgrund schlechter Pistenbedingungen abgesagt. Ersatzrennen am 12. Januar 2024 in Altenmarkt-Zauchensee. | Aufgrund schlechter Pistenbedingungen abgesagt. Ersatzrennen am 12. Januar 2024 in Altenmarkt-Zauchensee. | Sofia Goggia     |
| 17.12.2023 | Val-d’Isère (FRA)            | Federica Brignone                                                                                         | Kajsa Vickhoff Lie                                                                                        | Sofia Goggia                                                                                              | Sofia Goggia     |
| 12.01.2024 | Altenmarkt-Zauchensee (AUT)  | Cornelia Hütter                                                                                           | Kajsa Vickhoff Lie                                                                                        | Lara Gut-Behrami                                                                                          | Cornelia Hütter  |
| 14.01.2024 | Altenmarkt-Zauchensee (AUT)  | Lara Gut-Behrami                                                                                          | Cornelia Hütter                                                                                           | Mirjam Puchner                                                                                            | Cornelia Hütter  |
| 28.01.2024 | Cortina d’Ampezzo (ITA)      | Lara Gut-Behrami                                                                                          | Stephanie Venier                                                                                          | Romane Miradoli                                                                                           | Lara Gut-Behrami |
| 04.02.2024 | Garmisch-Partenkirchen (GER) | Wegen zu warmer Witterung abgesagt. Kein Ersatzrennen.                                                    | Wegen zu warmer Witterung abgesagt. Kein Ersatzrennen.                                                    | Wegen zu warmer Witterung abgesagt. Kein Ersatzrennen.                                                    | Lara Gut-Behrami |
| 18.02.2024 | Crans-Montana (SUI)          | Stephanie Venier                                                                                          | Federica Brignone                                                                                         | Marta Bassino                                                                                             | Lara Gut-Behrami |
| 24.02.2024 | Val di Fassa (ITA)           | Wegen starken Schneefalls abgesagt. Ersatzrennen am 2. März 2024 in Kvitfjell.                            | Wegen starken Schneefalls abgesagt. Ersatzrennen am 2. März 2024 in Kvitfjell.                            | Wegen starken Schneefalls abgesagt. Ersatzrennen am 2. März 2024 in Kvitfjell.                            | Lara Gut-Behrami |
| 25.02.2024 | Val di Fassa (ITA)           | Wegen starken Schneefalls abgesagt. Kein Ersatzrennen.                                                    | Wegen starken Schneefalls abgesagt. Kein Ersatzrennen.                                                    | Wegen starken Schneefalls abgesagt. Kein Ersatzrennen.                                                    | Lara Gut-Behrami |
| 02.03.2024 | Kvitfjell (NOR)              | Lara Gut-Behrami                                                                                          | Cornelia Hütter                                                                                           | Mirjam Puchner                                                                                            | Lara Gut-Behrami |
| 03.03.2024 | Kvitfjell (NOR)              | Federica Brignone                                                                                         | Lara Gut-Behrami                                                                                          | Ester Ledecká                                                                                             | Lara Gut-Behrami |
| 22.03.2024 | Saalbach-Hinterglemm (AUT)   | Ester Ledecká                                                                                             | Federica Brignone                                                                                         | Kajsa Vickhoff Lie                                                                                        | Lara Gut-Behrami |

### Riesenslalom
| Datum      | Ort                        | 1. Platz          | 2. Platz                   | 3. Platz                | Rotes Trikot      |
| ---------- | -------------------------- | ----------------- | -------------------------- | ----------------------- | ----------------- |
| 28.10.2023 | Sölden (AUT)               | Lara Gut-Behrami  | Federica Brignone          | Petra Vlhová            | Lara Gut-Behrami  |
| 25.11.2023 | Killington (USA)           | Lara Gut-Behrami  | Alice Robinson             | Mikaela Shiffrin        | Lara Gut-Behrami  |
| 02.12.2023 | Mont-Tremblant (CAN)       | Federica Brignone | Petra Vlhová               | Mikaela Shiffrin        | Lara Gut-Behrami  |
| 03.12.2023 | Mont-Tremblant (CAN)       | Federica Brignone | Lara Gut-Behrami           | Mikaela Shiffrin        | Lara Gut-Behrami  |
| 28.12.2023 | Lienz (AUT)                | Mikaela Shiffrin  | Federica Brignone          | Sara Hector             | Federica Brignone |
| 06.01.2024 | Kranjska Gora (SLO)        | Valérie Grenier   | Lara Gut-Behrami           | Federica Brignone       | Federica Brignone |
| 20.01.2024 | Jasná (SVK)                | Sara Hector       | Mikaela Shiffrin           | Alice Robinson          | Lara Gut-Behrami  |
| 30.01.2024 | Kronplatz (ITA)            | Lara Gut-Behrami  | Sara Hector Alice Robinson |                         | Lara Gut-Behrami  |
| 10.02.2024 | Soldeu (AND)               | Lara Gut-Behrami  | Alice Robinson             | A J Hurt                | Lara Gut-Behrami  |
| 09.03.2024 | Åre (SWE)                  | Federica Brignone | Sara Hector                | Lara Gut-Behrami        | Lara Gut-Behrami  |
| 17.03.2024 | Saalbach-Hinterglemm (AUT) | Federica Brignone | Alice Robinson             | Thea Louise Stjernesund | Lara Gut-Behrami  |

### Slalom
| Datum      | Ort                        | 1. Platz           | 2. Platz            | 3. Platz              | Rotes Trikot     |
| ---------- | -------------------------- | ------------------ | ------------------- | --------------------- | ---------------- |
| 11.11.2023 | Levi (FIN)                 | Petra Vlhová       | Lena Dürr           | Katharina Liensberger | Petra Vlhová     |
| 12.11.2023 | Levi (FIN)                 | Mikaela Shiffrin   | Leona Popović       | Lena Dürr             | Mikaela Shiffrin |
| 26.11.2023 | Killington (USA)           | Mikaela Shiffrin   | Petra Vlhová        | Wendy Holdener        | Mikaela Shiffrin |
| 21.12.2023 | Courchevel (FRA)           | Petra Vlhová       | Mikaela Shiffrin    | Katharina Truppe      | Mikaela Shiffrin |
| 29.12.2023 | Lienz (AUT)                | Mikaela Shiffrin   | Lena Dürr           | Michelle Gisin        | Mikaela Shiffrin |
| 07.01.2024 | Kranjska Gora (SLO)        | Petra Vlhová       | Lena Dürr           | A J Hurt              | Mikaela Shiffrin |
| 16.01.2024 | Flachau (AUT)              | Mikaela Shiffrin   | Petra Vlhová        | Sara Hector           | Mikaela Shiffrin |
| 21.01.2024 | Jasná (SVK)                | Mikaela Shiffrin   | Zrinka Ljutić       | Anna Swenn-Larsson    | Mikaela Shiffrin |
| 11.02.2024 | Soldeu (AND)               | Anna Swenn-Larsson | Zrinka Ljutić       | Paula Moltzan         | Mikaela Shiffrin |
| 10.03.2024 | Åre (SWE)                  | Mikaela Shiffrin   | Zrinka Ljutić       | Michelle Gisin        | Mikaela Shiffrin |
| 16.03.2024 | Saalbach-Hinterglemm (AUT) | Mikaela Shiffrin   | Mina Fürst Holtmann | Anna Swenn-Larsson    | Mikaela Shiffrin |

### Gesamtweltcupführende
| Name             | Von        | Ort          | Disziplin    | Bis            | Ort            | Disziplin      | Anzahl Rennen |
| ---------------- | ---------- | ------------ | ------------ | -------------- | -------------- | -------------- | ------------- |
| Lara Gut-Behrami | 28.10.2023 | Sölden (AUT) | Riesenslalom | 11.11.2023     | Levi (FIN)     | Slalom         | 1             |
| Petra Vlhová     | 11.11.2023 | Levi (FIN)   | Slalom       | 12.11.2023     | Levi (FIN)     | Slalom         | 1             |
| Mikaela Shiffrin | 12.11.2023 | Levi (FIN)   | Slalom       | 10.02.2024     | Soldeu (AND)   | Riesenslalom   | 24            |
| Lara Gut-Behrami | 10.02.2024 | Soldeu (AND) | Riesenslalom | Gesamtsiegerin | Gesamtsiegerin | Gesamtsiegerin | 13            |

## Nationencup
| Rang | Land                    | Punkte |
| ---- | ----------------------- | ------ |
| 1    | Schweiz                 | 10.882 |
| 2    | Österreich              | 9287   |
| 3    | Italien                 | 6817   |
| 4    | Norwegen                | 5190   |
| 5    | Vereinigte Staaten      | 3998   |
| 6    | Frankreich              | 3808   |
| 7    | Deutschland             | 2212   |
| 8    | Kanada                  | 1861   |
| 9    | Schweden                | 1738   |
| 10   | Kroatien                | 1428   |
| 11   | Slowenien               | 1227   |
| 12   | Slowakei                | 809    |
| 13   | Neuseeland              | 650    |
| 14   | Tschechien              | 507    |
| 15   | Vereinigtes Königreich  | 380    |
| 16   | Andorra                 | 221    |
| 17   | Albanien                | 201    |
| 18   | Belgien                 | 181    |
| 19   | Polen                   | 177    |
| 20   | Bosnien und Herzegowina | 151    |
| 21   | Lettland                | 145    |
| 22   | Griechenland            | 115    |
| 23   | Bulgarien               | 111    |
| 24   | Finnland                | 95     |
| 25   | Spanien                 | 44     |
| 26   | Dänemark                | 27     |
| 27   | Japan                   | 17     |
| 28   | Litauen                 | 11     |
| 29   | Australien              | 10     |
| 30   | Liechtenstein           | 2      |

| Rang | Land                   | Punkte |
| ---- | ---------------------- | ------ |
| 1    | Schweiz                | 6238   |
| 2    | Österreich             | 4310   |
| 3    | Norwegen               | 3065   |
| 4    | Frankreich             | 2745   |
| 5    | Italien                | 2464   |
| 6    | Vereinigte Staaten     | 1322   |
| 7    | Deutschland            | 1104   |
| 8    | Kanada                 | 911    |
| 9    | Kroatien               | 685    |
| 10   | Slowenien              | 433    |
| 11   | Vereinigtes Königreich | 380    |
| 12   | Schweden               | 238    |
| 13   | Andorra                | 221    |
| 14   | Belgien                | 181    |
| 15   | Griechenland           | 115    |
| 16   | Bulgarien              | 111    |
| 17   | Finnland               | 94     |
| 18   | Spanien                | 44     |
| 19   | Dänemark               | 27     |
| 20   | Japan                  | 13     |
| 21   | Litauen                | 11     |
| 21   | Tschechien             | 11     |
| 23   | Slowakei               | 7      |
| 24   | Australien             | 4      |

| Rang | Land                    | Punkte |
| ---- | ----------------------- | ------ |
| 1    | Österreich              | 4977   |
| 2    | Schweiz                 | 4644   |
| 3    | Italien                 | 4353   |
| 4    | Vereinigte Staaten      | 2676   |
| 5    | Norwegen                | 2125   |
| 6    | Schweden                | 1500   |
| 7    | Deutschland             | 1108   |
| 8    | Frankreich              | 1063   |
| 9    | Kanada                  | 950    |
| 10   | Slowakei                | 802    |
| 11   | Slowenien               | 794    |
| 12   | Kroatien                | 743    |
| 13   | Neuseeland              | 650    |
| 14   | Tschechien              | 496    |
| 15   | Albanien                | 201    |
| 16   | Polen                   | 177    |
| 17   | Bosnien und Herzegowina | 151    |
| 18   | Lettland                | 145    |
| 19   | Australien              | 6      |
| 20   | Japan                   | 4      |
| 21   | Liechtenstein           | 2      |
| 22   | Finnland                | 1      |

## Karriereende
| Herren - Lucas Braathen (vor der Saison, Comeback auf die Saison 2024/25) - Thomas Dreßen - Josef Ferstl - Štefan Hadalin - Alex Hofer - Roland Leitinger - Christopher Neumayer - Charlie Raposo - Giuliano Razzoli - Gilles Roulin - Julian Schütter - Ralph Weber | Damen - Anouck Errard - Andrea Filser - Charlie Guest - Vivianne Härri - Michaela Heider - Katrin Hirtl-Stanggaßinger - Lisa Hörnblad - Meta Hrovat - Sabrina Maier - Chiara Mair - Alice Merryweather - Elisa Mörzinger - Ragnhild Mowinckel - Karoline Pichler - Christine Scheyer - Marie-Therese Sporer - Juliana Suter - Rosina Schneeberger - Maria Therese Tviberg |

## Verbot von fluorhaltigen Skiwachsen
Auf die Saison 2023/24 hin hat die FIS erstmals umweltschädliche fluorhaltige Skiwachse verboten. Jeweils nach den Rennen werden die Skier stichprobenartig kontrolliert und bei einem positiven Befund die entsprechende Athletin oder der entsprechende Athlet disqualifiziert. Beim ersten Rennen der Saison vom 28. Oktober 2023 wurden die Skier von Ragnhild Mowinckel positiv getestet, was zu ihrer Disqualifikation führte.

## Kritik
Während der Vorbereitungsarbeiten kam Kritik auf, weil Gletscher (Rettenbachferner, Theodulgletscher) mit Baggern präpariert wurden. In Zeiten der globalen Erwärmung sorgt der frühe Saisonauftakt für allgemeines Unverständnis, auch unter den Teilnehmenden. Sowohl Veranstalter als auch Ausrichter und die FIS kündigten an, sich des Themas annehmen zu wollen.